# Elísio Medrado
Elísio Medrado es un municipio brasileño del estado de Bahía. Su población, según el IBGE era de 8.183 habitantes en el año de 2009.